# 邢国营
邢国营（1958年11月—）河北省霸州市人，新疆生产建设兵团红十字会秘书长。

## 生平
邢国营是中共中央党校经济管理专业毕业，大学本科学历，高级政工师。1974年9月参加工作，在新疆生产建设兵团后勤部大修厂金工车间工作。1975年10月到1978年10月，为中国人民解放军新疆军区36316部队安装连战士。1978年10月到1990年3月，任新疆生产建设兵团医院眼科技师。1990年3月到2000年11月，任新疆生产建设兵团医院人事科科员、副科长、科长。1991年7月加入中国共产党。2000年11月到2011年1月，任新疆生产建设兵团中心血站书记、副站长。2011年1月起，任新疆生产建设兵团红十字会秘书长。2011年5月3日，新疆生产建设兵团红十字会机关党支部改选，秘书长邢国营当选为支部书记。